# Leeuwmakaak
De leeuwmakaak (Macaca leonina)  is een soort van het geslacht makaken (Macaca). De wetenschappelijke naam van de soort werd voor het eerst geldig gepubliceerd door Blyth in 1863.

## Voorkomen
De soort komt voor in Zuidoost-Azië: Bangladesh, Cambodja, China, India, Laos, Myanmar, Thailand en Vietnam.